# Saint-André-en-Vivarais
Saint-André-en-Vivarais ist eine französische Gemeinde im Département Ardèche in der Region Auvergne-Rhône-Alpes. Sie gehört zum Kanton Haut-Eyrieux im Arrondissement Tournon-sur-Rhône. Sie grenzt im Westen an Le Mas-de-Tence, im Nordwesten an Montregard, im Nordosten an Saint-Bonnet-le-Froid, im Südosten an Rochepaule und im Südwesten an Devesset. Die Bewohner nennen sich Saint-Andréens. Zu Saint-André-en-Vivarais gehören neben der Hauptsiedlung auch die Weiler Les Pimpies, Montivert, Beauvert, Le Brochet, La Garnat, Le Basset, Les Eygassons, Les Fayes, La Croix des Ruches, Les Ruches, La Passa, Les Versets, Boucharin, Bel-Air, La Célette, Le Gua, Bénétrèche, Les Grangeasses, La Souche, Pèyregourde, Louveton, Fougère, Vacheresse, Poularin, La Sagnette, La Chaumette, Les Combes, Gaucher, Barjon, Baume, La Raze, La Faurie, La Chaumasse, Les Scies, La Pessia, La Fereire, Bramaloup, Malachareyre, Bouffevent, La Vialette, La Chave, Piaron, Le Muret, La Valette, Les Chalayes und La Rochette.

## Bevölkerungsentwicklung
| Jahr                       | 1962 | 1968 | 1975 | 1982 | 1990 | 1999 | 2008 | 2014 |
| -------------------------- | ---- | ---- | ---- | ---- | ---- | ---- | ---- | ---- |
| Einwohner                  | 485  | 408  | 319  | 255  | 213  | 235  | 230  | 214  |
| Quellen: Cassini und INSEE |      |      |      |      |      |      |      |      |

## Sehenswürdigkeiten
- Schloss Beaume, Monument historique
- Schloss Montivert, Monument historique
- Kriegerdenkmal
- Die Ruinen Pèyregourde und Le Muret

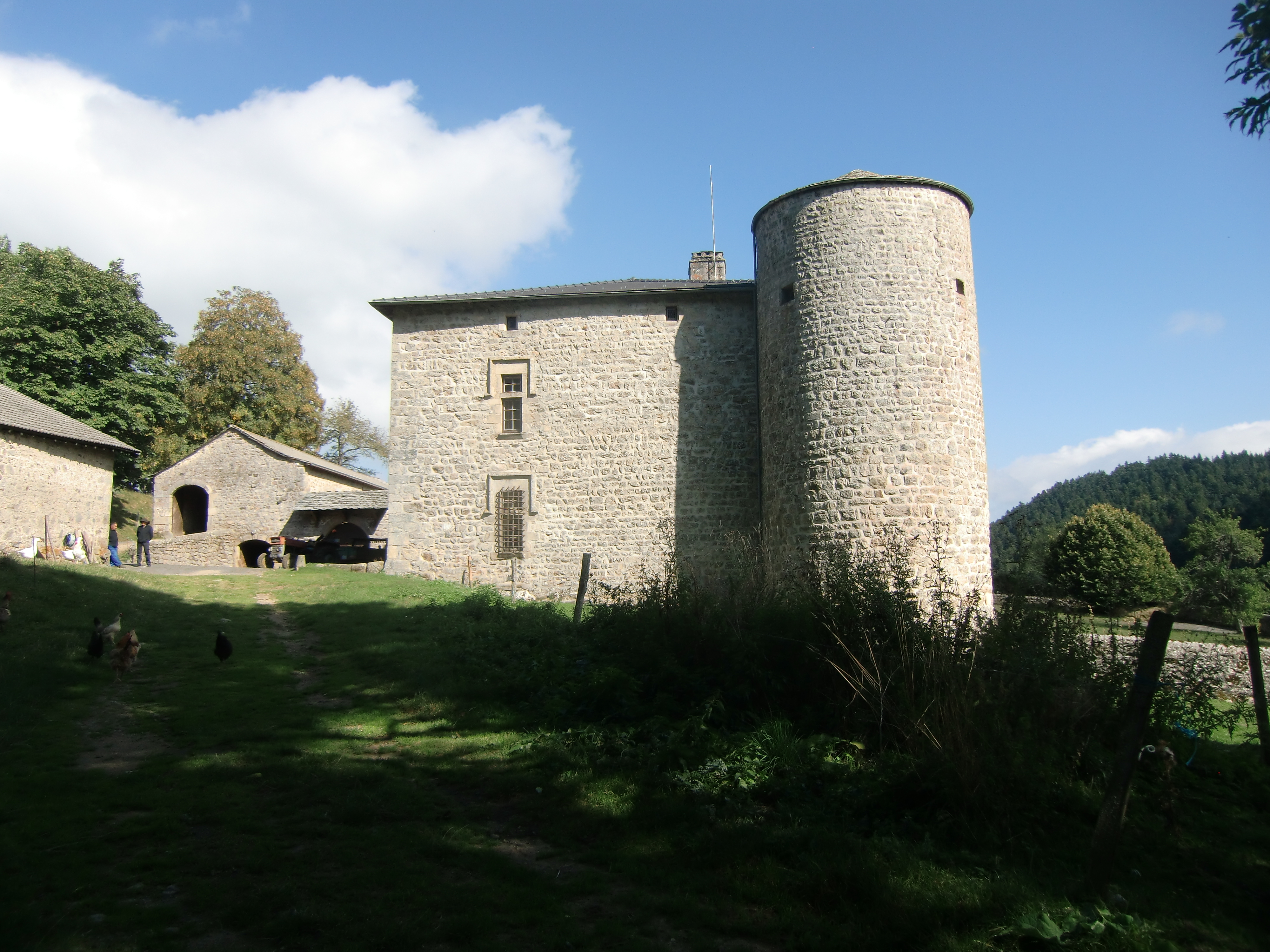
Schloss Beaume
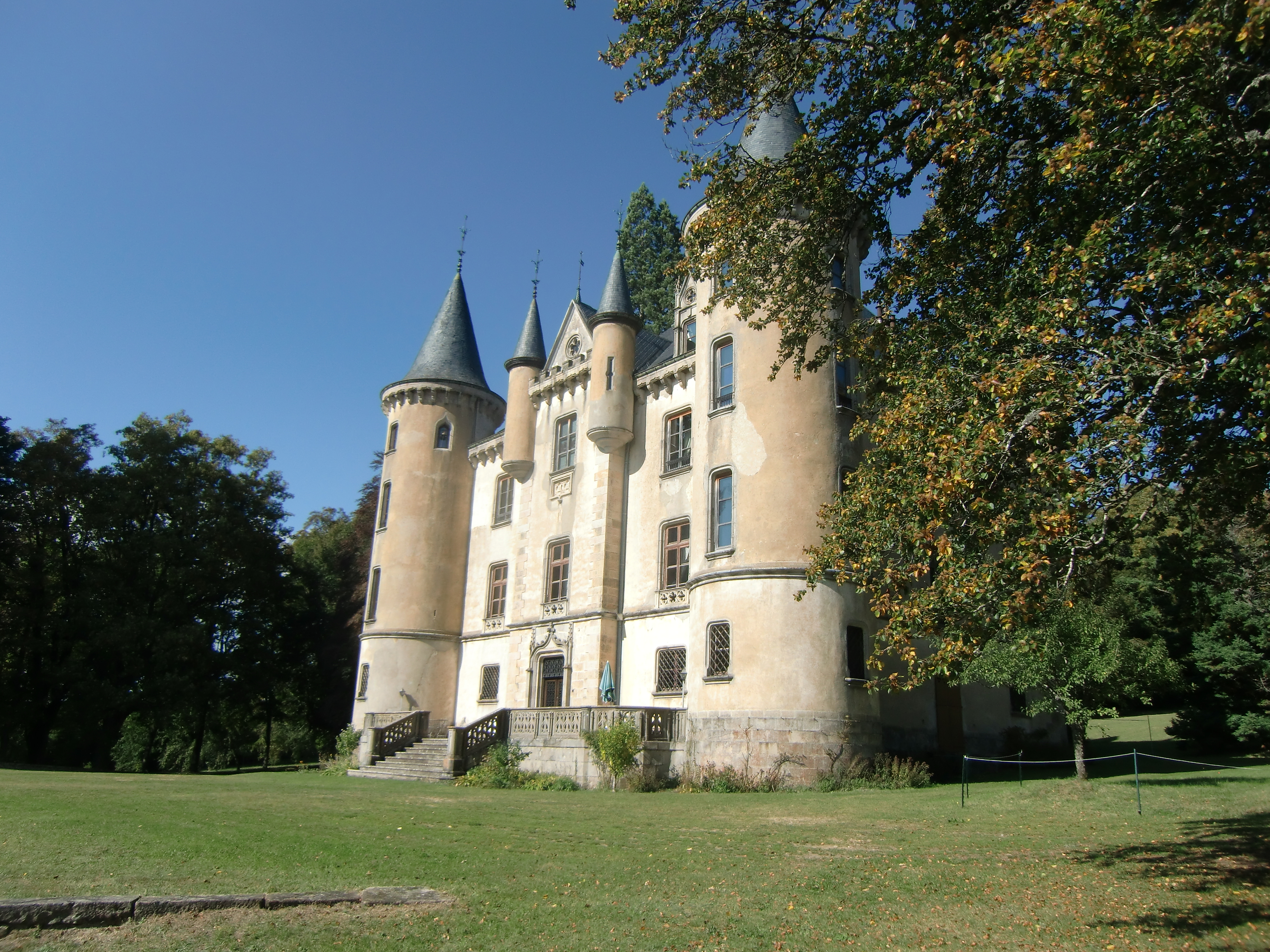
Schloss Montivert
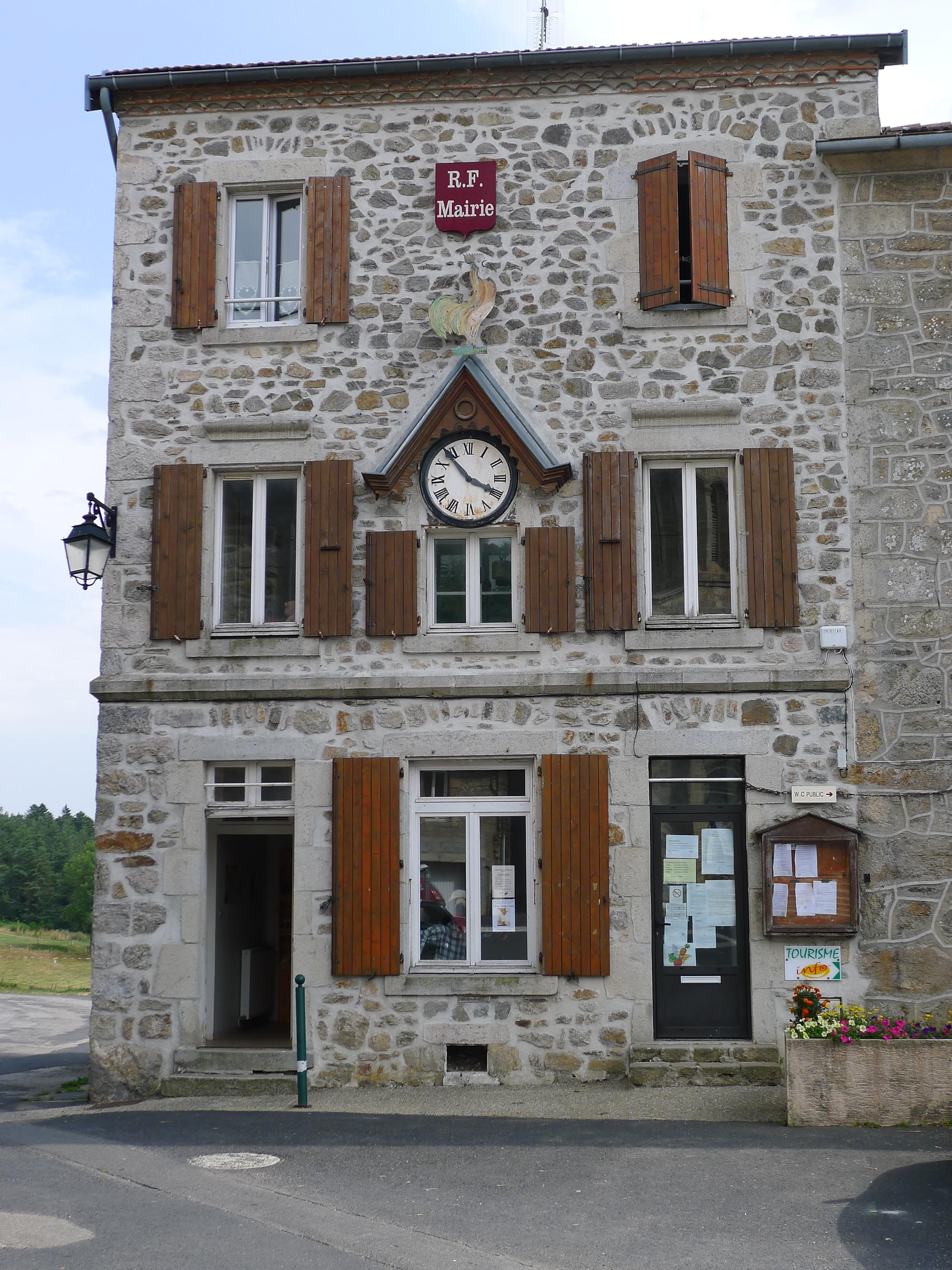
Mairie Saint-André-en-Vivarais